# Чинков, Пётр Никитич
Пётр Никитич Чинков (28 сентября 1873 — ?) — крестьянин, депутат Государственной думы II созыва от Тульской губернии.

## Биография

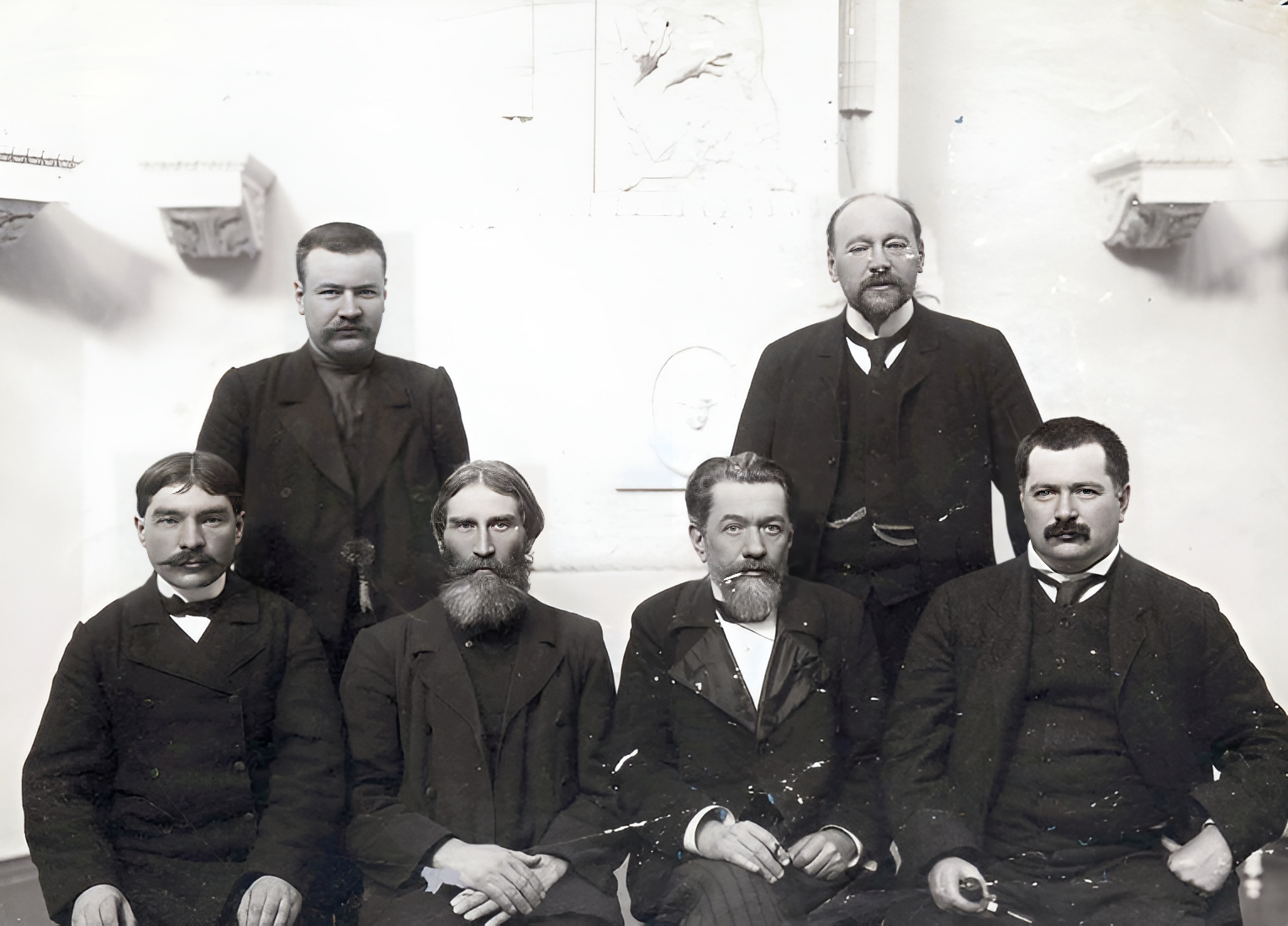
Депутаты Государственной думы II созыва от Тульской губернии. Стоят: Чинков П. Н., Урусов А. П.; сидят: Забелин Ф. Г., Михайлин Н. Н., Воронцов-Вельяминов И. А., Бобринский В. А.

Крестьянин села Мещенино Чернского уезда Тульской губернии. Получил образование в сельской школе. Несколько лет работал в земстве, контролируя постройку дорог. Занимался земледелием.
7 февраля 1907 избран в Государственную думу II созыва от съезда уполномоченных от волостей Тульской губернии. Вошёл в состав в Конституционно-демократическую фракцию. Состоял членом продовольственной, аграрной комиссий Думы и комиссии о местном суде.
Дальнейшая судьба и дата смерти неизвестны.

### Рекомендуемые источники
- Российский государственный исторический архив. Фонд 1278. Опись 1 (2-й созыв). Дело 485; Дело 537. Лист 3, 4.